# ТЕС Каррегаду
ТЕС Каррегаду – колишня теплова електростанція у Португалії.
Електростанція отримала шість конденсаційних енергоблоків з паровими турбінами потужністю по 125 МВт, які стали до ладу в 1969, 1970, 1972, 1974, 1975 та 1976 роках.
В 2010 (за іншими даними – 2012) році застарілу ТЕС закрили.
Станцію спорудили з розрахунку на спалювання мазуту. В 1997-му блоки №5 та №6 перевели на природний газ, який подали в районі Лісабону по трубопроводу Лейрія – Сетубал.
Для видалення продуктів згоряння вугільних блоків призначались три димарі заввишки по 100 метрів.
Для охолодження використовували воду із річки Тахо.